# Judo-Europameisterschaften 1999
Die Judo-Europameisterschaften 1999 fanden vom 20. bis zum 23. Mai in Bratislava statt. Es waren die ersten und bis heute einzigen Judo-Europameisterschaften in der Slowakei. Das Gastgeberland gewann durch Semir Pepic eine Silbermedaille.
Ulla Werbrouck hatte vier Titel im Halbschwergewicht in Folge gewonnen, nach der Änderung der Gewichtsklassen 1998 siegte sie zum zweiten Mal im Mittelgewicht. Gella Vandecaveye im Halbmittelgewicht gewann ihren vierten Titel in Folge. Ihren Titel aus dem Vorjahr verteidigten außerdem erfolgreich: Larbi Benboudaoud im Halbleichtgewicht, Giuseppe Maddaloni im Leichtgewicht, Tamerlan Tmenow im Schwergewicht und Selim Tataroğlu in der offenen Klasse sowie Sarah Nichilo im Superleichtgewicht und Isabel Fernández im Leichtgewicht.

## Ergebnisse

### Männer
| Gewichtsklasse                 | Gold               | Silber                 | Bronze                               |
| ------------------------------ | ------------------ | ---------------------- | ------------------------------------ |
| Superleichtgewicht (bis 60 kg) | Óscar Peñas García | Cédric Taymans         | Nestor Chergiani Natik Bagirow       |
| Halbleichtgewicht (bis 66 kg)  | Larbi Benboudaoud  | Girolamo Giovinazzo    | Hüseyin Özkan Victor Bivol           |
| Leichtgewicht (bis 73 kg)      | Giuseppe Maddaloni | Aleksei Budõlin        | Witali Makarow Giorgi Wasagaschwili  |
| Halbmittelgewicht (bis 81 kg)  | Nuno Delgado       | Maarten Arens          | Djamel Bouras Graeme Randall         |
| Mittelgewicht (bis 90 kg)      | Daan De Cooman     | Algimantas Merkevičius | Rasul Salimow Mark Huizinga          |
| Halbschwergewicht (bis 100 kg) | Stéphane Traineau  | Paweł Nastula          | Alexander Michailin Ariel Zeevi      |
| Schwergewicht (über 100 kg)    | Tamerlan Tmenow    | Semir Pepic            | Selim Tataroğlu Indrek Pertelson     |
| Offene Klasse                  | Selim Tataroğlu    | Ernesto Pérez          | Dennis van der Geest Alexandru Lungu |

### Frauen
| Gewichtsklasse                 | Gold              | Silber               | Bronze                                 |
| ------------------------------ | ----------------- | -------------------- | -------------------------------------- |
| Superleichtgewicht (bis 48 kg) | Sarah Nichilo     | Laura Moise-Moricz   | Ann Simons Ljubow Bruletowa            |
| Halbleichtgewicht (bis 52 kg)  | Deborah Allan     | Paula Saldanha       | Raffaella Imbriani Deborah Gravenstijn |
| Leichtgewicht (bis 57 kg)      | Isabel Fernández  | Magali Baton         | Michaela Vernerová Cinzia Cavazzuti    |
| Halbmittelgewicht (bis 63 kg)  | Gella Vandecaveye | Jenny Gal            | Anja von Rekowski Sara Álvarez         |
| Mittelgewicht (bis 70 kg)      | Ulla Werbrouck    | Ylenia Scapin        | Úrsula Martín Yvonne Wansart           |
| Halbschwergewicht (bis 78 kg)  | Céline Lebrun     | Swetlana Pantelejewa | Heidi Rakels Chloe Cowen               |
| Schwergewicht (über 78 kg)     | Irina Rodina      | Zwetana Bosilowa     | Brigitte Olivier Sandra Köppen         |
| Offene Klasse                  | Katja Gerber      | Brigitte Olivier     | Clementina Papa Françoise Harteveld    |

## Medaillenspiegel
| Rang | Land                   | Gold | Silber | Bronze | Gesamt |
| ---- | ---------------------- | ---- | ------ | ------ | ------ |
| 1    | Frankreich             | 4    | 1      | 1      | 6      |
| 2    | Belgien                | 3    | 2      | 3      | 8      |
| 3    | Russland               | 2    | 1      | 3      | 6      |
| 4    | Spanien                | 2    | 1      | 2      | 5      |
| 5    | Italien                | 1    | 3      | 2      | 6      |
| 6    | Portugal               | 1    | 1      | –      | 2      |
| 7    | Deutschland            | 1    | –      | 4      | 5      |
| 8    | Türkei                 | 1    | –      | 2      | 3      |
| 8    | Vereinigtes Königreich | 1    | –      | 2      | 3      |
| 10   | Niederlande            | –    | 1      | 4      | 5      |
| 11   | Estland                | –    | 1      | 1      | 2      |
| 11   | Rumänien               | –    | 1      | 1      | 2      |
| 13   | Bulgarien              | –    | 1      | –      | 1      |
| 13   | Litauen                | –    | 1      | –      | 1      |
| 13   | Polen                  | –    | 1      | –      | 1      |
| 13   | Slowakei               | –    | 1      | –      | 1      |
| 17   | Georgien               | –    | -      | 2      | 2      |
| 18   | Aserbaidschan          | –    | -      | 1      | 1      |
| 18   | Israel                 | –    | -      | 1      | 1      |
| 18   | Moldau                 | –    | -      | 1      | 1      |
| 18   | Tschechien             | –    | -      | 1      | 1      |
| 18   | Belarus                | –    | -      | 1      | 1      |
|      | Total                  | 16   | 16     | 32     | 64     |